# IPad Air (第七代)
第七代iPad Air（苹果使用的正式名称仅为iPad Air 11-inch (M3)或iPad Air 13-inch (M3)），是一款由蘋果公司于2025年3月4日宣布，并在2025年3月12日正式发布的平板电脑。 
第七代iPad Air使用Apple M3芯片，取代了在第六代iPad Air中使用的M2芯片。

## 时间线
|  |